# Cord

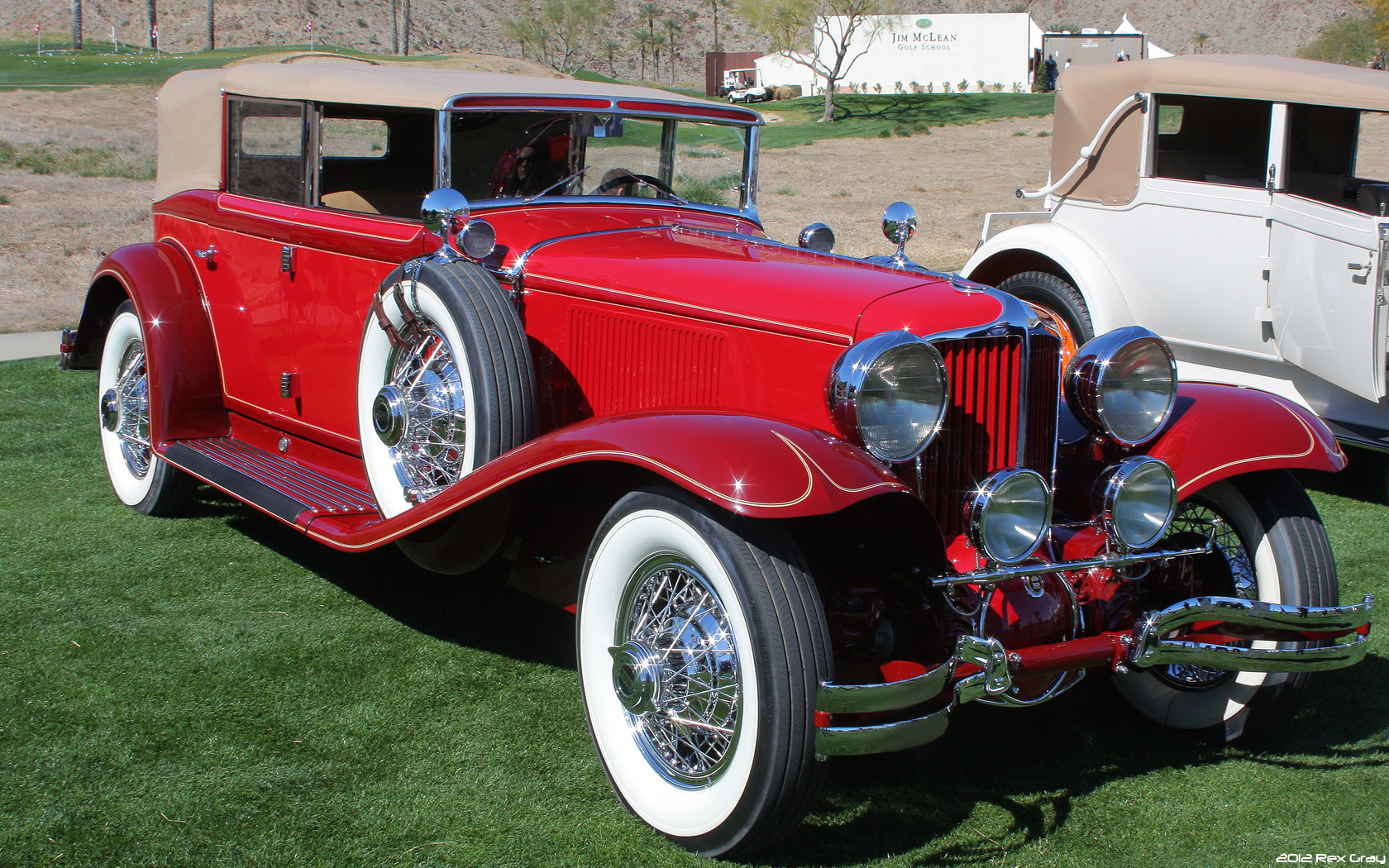
Cord L-29 Phaeton z roku 1930

Cord bylo obchodní jméno americké automobilové společnosti se sídlem v Connersvillu v Indianě, spadající pod společnost Auburn Automobile Company, která vyráběla v letech 1929–1932 a znovu v letech 1936–1937.
Společnost Cord byla založena a vedena E. L. Cordem s prvotním účelem holdingové společnosti pro jeho zájmy v oblasti dopravy, mezi které patřila společnost Auburn. Cord byl známý svými inovativními technologiemi a proudnicovými karosériemi.

## Inovace
Inovací u modelu Cord L-29 byl náhon na přední nápravu a u modelů 810 a 812 to byly výklopné světlomety.
Náhon na přední nápravu představil jako první v roce 1934 Citroën u modelu Traction Avant a Cord se stal první americkou automobilkou, která tento systém použila.
Výklopné světlomety nebyly běžným vybavením až do šedesátých let 20 století (ačkoliv značka DeSoto je použila už v roce 1942). Návrháři prvních vozů Oldsmobile Toronado (který se začal vyrábět v roce 1966) později uvedli, že výklopnými světlomety chtěli navodit design vozů Cord.

## Cord L-29

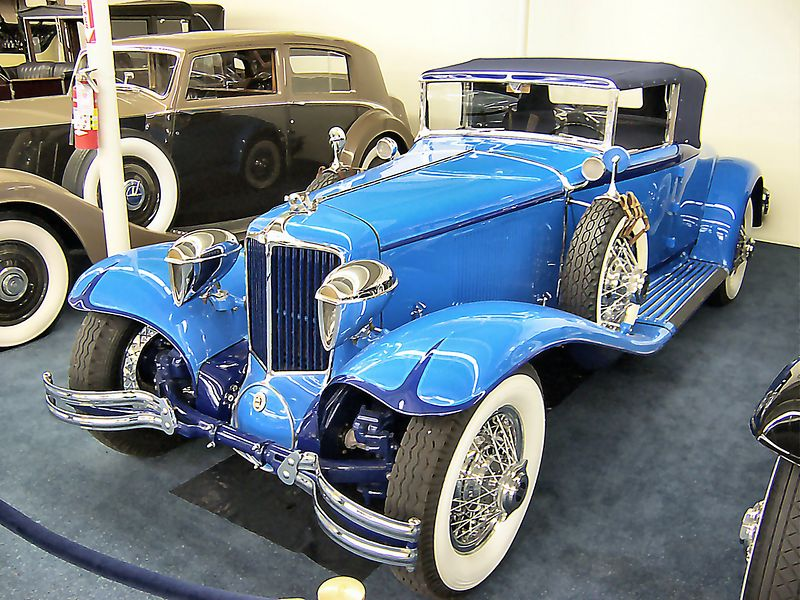
1930 L-29

Tento vůz byl prvním americkým automobilem s náhonem na přední nápravu nabídnutý veřejnosti, když v roce 1929 porazil o několik měsíců vůz značky Roxton. Bývalého Millerova kreativního technika Carla Van Ransta napadlo, že by mohl využít koncepci pohonu úspěšných závodních vozů z 500 mil Indianapolis, včetně zadní nápravy De Dion a brzd umístěných v šasi. Díky tomu mohl být vůz mnohem nižší než vozy ostatních konkurenčních značek. Oba sériové vozy a speciální karoserie postavené na šasi Cord americkými a evropskými karosáři vyhrávaly ocenění po celém světě. Model L-29 byl nabízen s plnou paletou přístrojů, které zahrnovaly ukazatel teploty, tlaku oleje a tachometru, které byly nalevo a ukazatelem stavu paliva, oleje a ampérmetrem napravo od volantu.
Vůz byl poháněn Auburnovým řadovým osmiválcem s L-hlavami od firmy Lycoming z modelu Auburn 120 o objemu 4 934 cm³ (301 cu.i.) a výkonu 93 kW (125 koní), propojený s třístupňovou převodovkou. Převodovka i přední náprava byly však nevyhovující, navíc vůz byl s hmotností 2 100 kg (4 700 liber) limitován rychlostí 130 km/h (80 mil/h), což bylo v této době nedostačující a tyto hodnoty byly snadno překonány levnějším vozem Auburn. Styling byl stále půvabný a navzdory rozvoru náprav o hodnotě 3 490 mm (137,5 palců) a tuhému řízení, se vůz údajně nádherně ovládal. S cenou kolem 3 000 dolarů byl soupeřem značek Marmon, Lincoln, Packard, Franklin a Stutz; Chrysler v roce 1930 okopíroval několik stylingových prvků. Během Velké hospodářské krize byl odbyt velmi malý a v roce 1932 byla ukončena produkce tohoto modelu s pouhými 4 400 prodanými vozy. Rozvor náprav byl 349 cm (137,5 palce) a výška sedanu byla 155 cm (61 palců).

## Cord 810/812

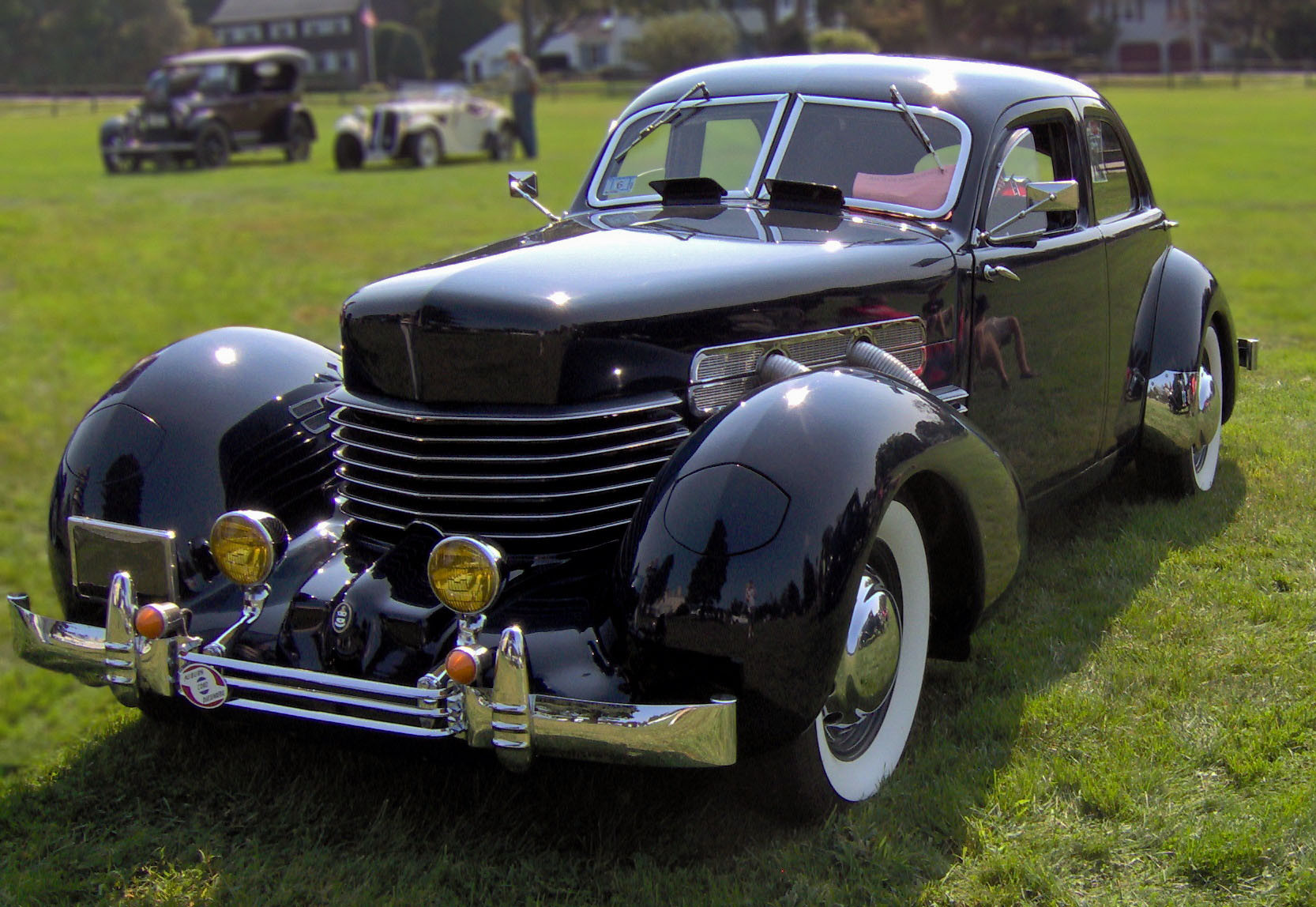
Cord 812 SC

Model 810/812 je pravděpodobně nejznámějším výrobkem společnosti. Byl navržen Gordonem M. Buehrigem a byl vybaven poháněnou přední nápravou a nezávislým zavěšením předních kol; díky náhonu přední nápravy mohl být modelu 810 tak nízký, že nebylo zapotřebí nástupních prahů. Vůz byl poháněn stejným motorem V8 Lycoming o objemu 4 739 cm³ (289 cu.i.), který měl výkon 93 kW (125 koní), jaký byl v modelu L-29. Kromě dalších inovativních prvků měl model 810 čtyřrychlostní elektricky ovládanou poloautomatickou převodovku.
Vůz způsobil v listopadu 1935 senzaci na autosalónu New York Auto Show. Na této výstavě bylo dohodnuto mnoho objednávek, ale vozy nebyly až do února připraveny k převzetí. Navzdory tomuto zpoždění výroby Cord slíbil doručení vozů do Vánoc, protože očekával produkci 1 000 vozů za měsíc. To se ukázalo jako velmi optimistické; první vyrobené vozy byly doručeny až po dubnu 1936. Celkem vzato, Cord dokázal v prvním modelovém roce prodat pouze 1 174 vozů modelu 810. Vůz je velice známý kvůli plochému nosu s žaluziovým designem mřížky chladiče. Předek vozu byl tak podobný rakvi, že byl často nazýván "Rakvovým Nosem".

## Úpadek společnosti Cord
Počáteční problémy, jako například vyklouzávání rychlostního stupně a přeměna provozních kapalin na plyny, zchladily prvotní nadšení a síť dealerů se rychle zmenšovala. Neprodané a nedokončené modely 810 z roku 1936 byly prodány v roce 1937 jako modely 812. V roce 1937 ukončila společnost Auburn produkci značky Cord. Byl postaven jediný prototyp modelového roku 1938, který měl několik změn masky a krytu převodovky, tento kus stále existuje. Společnost Cord byla během obvinění z páchání finančních podvodů prodána společnosti Aviation Corporation a zakladatel E. L. Cord se přestěhoval do Nevady, kde vydělal milióny na nemovitostech a jiných záležitostech.

## Návrat designu Cord 812
Design karosérie Cord 812 v upravené podobě byl znovu využit v roce 1940 a to hned pro dva automobily. Churavějící společnost Hupp Motor Co. (vyrábějící vozy pod značkou Hupmobile) získala práva a výrobní matrice na karoserii Cord, ale neměla dostatek financí na vlastní výrobu vozu. Do potíží se dostala také automobilka Graham-Paige a tak souhlasila s tím, že bude pro druhou automobilku vyrábět vozy Hupmobile Skylark a současně získala práva k výrobě vlastního podobného vozu, který dostal jméno Graham Hollywood.
Nápadné vozy Hupmobile Skylark, resp. Graham Hollywood se od modelu Cord lišily přední části kapoty (mj. zaoblený „nos“ a jiné žebrování), upravenými předními blatníky a konvenčními světlomety (byly umístěné mezi blatníky a chladičem, zatímco model Cord byl první, který je měl výklopné). Tyto změny provedl automobilový designér John Tjaarda (narozený v Nizozemsku a známý hlavně návrhem úspěšného luxusního modelu Lincoln-Zephyr, který se vyráběl od roku 1936). 
Další změny konstrukce si vyžádala odlišná koncepce pohonu. Zatímco modely Cord L-29 a pozdější Cord 810/812 byly prvními americkými vozy s pohonem předních kol, Hupmobile Skylark i Graham Hollywood použily tehdy převažující tzv. klasickou koncepci (pohon zadních kol). Delší kapota modelu Cord proto nebyla potřeba, naopak si vyžádalo úpravu podlahy pro umístění hnacího hřídele. Graham také zvolil pro model Graham Hollywood výhradně karosérii typu čtyřdveřový sedan, protože chtěl, aby Graham Hollywood byl populárním, masově prodávaným vozem.
Oba souběžně vyráběné modely používaly šestiválcové motory, ale různé konstrukce. Hupmobile Skylark byl poháněn motorem Hupp Motor Co. o objemu 4 010 cm³. Graham Hollywood nabízel dvě verze motorizace, obě vyráběné společností Graham-Paige. Standardně měl atmosférický motor o objemu 3570 cm³ a volitelně přeplňovanou verzí, která byla charakteristická i pro dřívější modely firmy. Ani zajímavý model Graham Hollywood ale propad firmy nezastavil.
Po jeho veřejném představení se objednávky zpočátku jen hrnuly. Výrobní potíže však způsobily několikaměsíční zpoždění, než se začalo s dodávkami. Nepomohlo ani to, že karoserie nakonec vyráběla karosárna Hayes. Zákazníky čekání unavilo a většina objednávek byla zrušena. Navzdory počátečnímu nadšenému ohlasu veřejnosti se vůz nakonec stal pro Graham-Paige i Hupmobile ještě větším propadákem než předchozí modely obou firem. 
Vůz Hupmobile Skylark společnosti Hupp stál 895 USD (přes 18 800 USD v cenách roku 2022) a bylo vyrobeno pouze asi 300 kusů. Vozů Graham Hollywood bylo vyrobeno asi 1 500 kusů, ale ani to na záchranu firmy nestačilo. V září 1940 společnost Graham výrobu zastavila. Později svou továrnu otevřela již jen pro vojenskou výrobu za druhé světové války (a od roku 1942 musely nařízením vlády na takovou výrobu přejít všechny americké automobilky).